# Bosznia-Hercegovina javasolt világörökségi helyszínei
Bosznia-Hercegovina területéről eddig öt helyszín került fel a világörökségi listára, kilenc helyszín a javaslati listán várakozik a felvételre. 
| Megnevezés                                 | Kép | Típus      | Kritérium                        | Év   | Link |
| ------------------------------------------ | --- | ---------- | -------------------------------- | ---- | ---- |
| Szarajevó - a nyílt város                  |     | kulturális | V                                | 1997 | 906  |
| Jajca természeti és építészeti környezete  |     | vegyes     | II, III, IV, V, VI, VII          | 2006 | 2098 |
| Počitelj történelmi negyedei               |     | kulturális | II, III, IV, V, VI               | 2007 | 5092 |
| Blagaj természeti-építészeti együttese     |     | vegyes     | II, III, IV, V, VI, VII          | 2007 | 5280 |
| Blidinje természeti-építészeti együttese   |     | vegyes     | I, III, IV, VI, VII, VIII, IX, X | 2007 | 5281 |
| Stolac természeti-építészeti együttese     |     | vegyes     | II, III, IV, V, VI, VII          | 2007 | 5280 |
| Perućica                                   |     | természeti | VII, IX, X                       | 2017 | 6260 |
| Szarajevói zsidó temető                    |     | kulturális | II, III, IV, VI                  | 2018 | 6334 |
| Vízesések Martin Brodban, Una Nemzeti Park |     | természeti | VII, IX                          | 2019 | 6400 |